# Étienne Louis Malus
Étienne Louis Malus (Párizs, 1775. július 23. – Párizs, 1812. február 24.) francia fizikus, matematikus és hadmérnök.

## Életpálya
Gondos neveltetése révén a régi klasszikus irodalom és a matematika területén egyaránt jártas volt. 17 éves korától hadmérnöki iskolában tanult és 1796-ban hadnagyi rangban hivatásos katonatiszt lett, belépett a Corps royal du génie-ba. Az altenkircheni ütközetben a Sambre-et-Meuse hadtestben szolgált. Kapitányként vett részt Napoléon Bonaparte tábornok egyiptomi hadjáratában (1798–1801). Később 1808-ban alezredessé léptették elő. Hadmérnöki diplomájának megszerzése után 1806–1808 között a strasbourgi erődítmények aligazgatója, ezután pedig az École Polytechnique tanára volt. 1810-től a Francia Akadémia és a londoni Royal Society (Királyi Természettudományos Akadémia) tagja lett.
Neve szerepel a hetvenkét francia tudós között az Eiffel-tornyon.

## Kutatási területei
Tudományos eredményei leginkább a fénytan területéhez tartoznak. Kísérleteivel Christiaan Huygens fényelméletét igyekezett igazolni és analitikai leírást is adott hozzá. Kristályokon tanulmányozta a fénytörést és a fényvisszaverődést, eközben fedezte fel a polarizáció jelenségét. 1809-ben publikálta azt a megfigyelését, miszerint a fény visszaverődése során polarizáció is fellép. A bizonyos kristályokban fellépő kettőstörés elméletét 1810-ben írta le.
Kísérletei során megfigyelte, hogy különböző anyagoknál más-más szög esetén, de van olyan beesési szög, amire nézve a beeséskor nem polarizált fény a visszaverődés után lineárisan polarizált lesz. Kereste az összefüggést a polarizáció szöge és a törésmutató között, de a mérési pontatlanságok miatt csak a víz esetén találta meg a helyes kapcsolatot. A polarizáció szög és a törésmutató közötti összefüggést később David Brewster írta fel, amit azóta róla neveztek el Brewster-törvénynek, a polarizáció szöget pedig Brewster-szögnek.

## Malus-törvény

Polarizátoron áthaladó lineárisan polarizált fény. A piros nyilak a fény polarizációjának irányát szemléltetik.

Kísérletei során üvegfelületről visszaverődő fénynyalábok polarizációjának és intenzitásának vizsgálata közben fedezte fel az azóta róla elnevezett összefüggést, a Malus-törvényt. Ezt ma polarizátorokra alkalmazva a következőképpen fogalmazzuk meg.
Ha egy polarizátorra érkező lineárisan polarizált fény intenzitása {\displaystyle I_{0}}, és a polarizátor kiválasztási síkja a beeső nyaláb polarizáció síkjával {\displaystyle \theta } szöget zár be, ahol az ábra jelöléseivel {\displaystyle \theta =\theta _{1}-\theta _{0}},
akkor a polarizátoron áthaladó fény intenzitása a következő összefüggéssel adható meg:
{\displaystyle I=I_{0}\cos ^{2}\theta }.

## Nevezetesebb munkái
- Sur une propriété de la lumière réfléchie par les corps diaphanes (Bull. Soc. Philom. I. köt. 16. sz. 1809);
- Sur les phénomènes, qui dépendent des formes des molécules de la lumière (uo. I. köt. 1809);
- Mémoire sur la lumière (uo. XII. köt. 42. sz. 1811);
- Sur de nouveaux phénomènes d'optique (uo. 45. sz. 1811 jun.);
- Mémoire, sur les phénomènes, qui accompagnent la réflexion et la réfraction de la lumière (uo. 47. sz. 1811);
- Sur une propriété des forces répulsives, qui agissent sur la lumière répétiteur (uo. III. 1818);
- Sur l'axe de réfraction des cristaux et des substances organisées (Journ. des phys, 73. köt. 1811);
- Mémoire sur l'optique (Journ. École polyt VII. köt. 1808);
- Sur la mesure de pouvoir réfringent des corps opaques (uo. VIII. 1809);
- Traité d'optique analytique (Mém. Sav. étr. II. 1811);
- Théorie de la double réfraction de la lumière dans les substances cristallines (uo.).